# Carmânia (província)
Carmânia ou Quermã (em persa: استان کرمان‎; romaniz.: Ostān-e Kermān) é uma província do Irã sediada em Carmânia. Tem 180 726 quilômetros quadrados e segundo censo de 2019, havia 3 299 000 residentes. Se divide em 23 condados.

## Terremoto de Bobe-Tangol em 1977
O terremoto de Bobe-Tangol de 1977 (também conhecido como terremoto de Gisque) atingiu a província da Carmânia, no Irã, em 20 de dezembro de 1977 às 03h04 (horário padrão do Irã (19 de dezembro às 23h34 UTC).  O terremoto medido Mw 5,9 e atingiu a uma profundidade de 22,7 quilômetros (14,1 milhas). Uma intensidade máxima de Mercalli Modificada de VII foi avaliada com base no dano. Ele tinha um mecanismo focal de deslizamento de golpe, o que era incomum, pois a estrutura da fonte era uma falha de empuxo. Foi parte de uma sequência de fortes terremotos ao longo dos 400 quilômetros (250 milhas) da falha de Kuh Banan. Entre 584 e 665 pessoas morreram, enquanto outras 500 a 1 000 ficaram feridas; milhares também ficaram desabrigados. As vítimas do terremoto foram consideradas moderadas devido à área escassamente povoada que afetou. Precedidos por choques antecipados no mês anterior, muitos moradores ficaram desconfiados de um terremoto maior e se refugiaram fora de suas casas, contribuindo para o número moderado de mortos. No entanto, não havia nenhum imediatamente antes do choque principal, então muitos ainda estavam em suas casas quando ele ocorreu. Tremores secundários foram sentidos por vários meses, alguns causando danos adicionais.